# Emil Mundt
Emil Gustav Mundt dit Miel Mundt (30 mai 1880 à Soekaboemi à l'époque aux Indes orientales néerlandaises et aujourd'hui en Indonésie, et mort le 17 juillet 1949 à Rotterdam) est un footballeur international néerlandais, qui évoluait au poste de milieu de terrain.

## Biographie

### Carrière en club
Il passe l'intégralité de sa carrière de joueur au VV La Haye. Avec ce club il est sacré champion des Pays-Bas en 1907.

### Carrière en sélection
Il est le capitaine de la sélection néerlandaise lors des Jeux olympiques de 1908, compétition lors de laquelle il remporte la médaille de bronze. Il joue un match face à la Grande-Bretagne durant le tournoi.
Il dispute un total de quatre matchs en faveur de la sélection néerlandaise.

## Palmarès
| VV La Haye - Championnat des Pays-Bas (1) : - Champion : 1906-07. |  | Pays-Bas - Jeux olympiques : - Bronze : 1908. |